# Фернандес Лопес, Айтор
Айтор Фернандес Лопес (исп. Aitor Fernández López; род. 23 августа 1986, Valdepares, Астурия) также известный как Айтор (исп. Aitor) — испанский футболист, защитник.

## Биография
Воспитанник академии сантандерского «Расинга». Выступал за вторую команду клуба, а позже был отдан в аренду в «Понферрадину». В 2009 году перешёл в «Эспаньол», однако там также выступал только за вторую команду, а затем отдан в аренду, на этот раз в «Понтеведру». После этого защищал цвета других клубов из испанских низших лиг: «Луго», «Гвадалахара», «Эркулес» и «Мирандес». В 2015 году впервые подписал контракт с иностранной командой — клубом индийской суперлиги «Мумбаи Сити». В мае 2016 года перешёл в испанский «Реал Авилес», однако покинул команду, после того как она проиграла в плей-офф за право выступать в Сегунде В.
9 сентября 2016 года стал игроком кропивницкой «Звезды». В новом клубе дебютировал 17 сентября 2016 года, в выездном матче против «Днепра», на 73-й минуте заменив Артёма Щедрого. Зимой 2017 года покинул украинскую команду и подписал контракт с «Эстремадурой». Завершил карьеру футболиста в 2021 году в составе клуба «Культураль Леонеса».
Тренерскую карьеру начал в 2023 году в качестве ассистента тренера в «Культураль Леонеса». В первой половине 2024 года являлся тренером в юношеской команде «Луго». С июля 2024 года — ассистент Хуана Феррандо в кипрском АЕКе.